# (4540) Oriani
(4540) Oriani est un astéroïde de la ceinture principale.

## Description
(4540) Oriani est un astéroïde de la ceinture principale. Il fut découvert le 6 novembre 1988 à Bologne par l'Observatoire San Vittore. Il présente une orbite caractérisée par un demi-grand axe de 2,67 UA, une excentricité de 0,18 et une inclinaison de 6,4° par rapport à l'écliptique.

## Compléments